# La Independencia
La città di Comitán de Domínguez è a capo dell'omonimo comune, nello stato del Chiapas, Messico. Conta 2 804 abitanti secondo le stime del censimento del 2005 e le sue coordinate sono 16°15'N 92°01'W. 

Dal 1983, in seguito alla divisione del Sistema de Planeación, è ubicata nella regione economica III: FRONTERIZA.